# Coppa del Brasile 2013
La Coppa del Brasile 2013 (ufficialmente in portoghese Copa do Brasil 2013) è la 25ª edizione della Coppa del Brasile.

## Formula
Partite a eliminazione diretta con gare di andata e ritorno. In caso di pareggio nei tempi regolamentari, passa la squadra che ha realizzato il maggior numero di gol fuori casa. Nel caso non sia possibile determinare un vincitore con la regola dei gol fuori casa, sono previsti i tiri di rigore.
Nel primo e secondo turno la squadra che gioca la prima partita in trasferta è quella con il miglior piazzamento nel Ranking CBF e se vince con 2 o più gol di scarto è automaticamente qualificata al turno successivo senza dover disputare la gara di ritorno. Dal terzo turno in poi, invece, la squadra che gioca in casa la prima gara viene designata tramite sorteggio.
Per la squadra vincitrice della competizione, che si qualifica alla Coppa Libertadores 2014, è previsto un premio di 3 milioni di real.

## Partecipanti
6 squadre ammesse di diritto a partire dagli ottavi di finale per essersi qualificate alla Coppa Libertadores 2013, 71 squadre ammesse tramite piazzamenti nelle competizioni statali, 10 tramite Ranking CBF.
Il San Paolo che, oltre alla Coppa Libertadores 2013, prende parte anche alla Coppa Sudamericana 2013 in qualità di detentore del trofeo viene escluso dalla competizione per la concomitanza delle date delle due manifestazioni; il suo posto tra le sei squadre qualificate direttamente agli ottavi di finale viene preso dal Vasco da Gama, squadra con il miglior piazzamento nel Série A 2012 tra quelle non partecipanti alla Coppa Libertadores 2013. Viene inoltre aggiunto un turno preliminare tra Atlético Acreano (2º classificato nel Campionato Acriano 2012) e Desportiva (vincitrice della Copa Espírito Santo 2012), in quanto con l'introduzione del nuovo sistema per il calcolo del ranking nazionale per gli stati l'Espírito Santo aveva perso un posto a favore dell'Acre ma aveva già organizzato la Copa Espírito Santo per l'attribuzione del secondo posto disponibile.

### Qualificati agli ottavi di finale
Squadre ammesse direttamente agli ottavi di finale:
| Squadra          | Città          | Stato             | Motivo qualificazione                            |
| ---------------- | -------------- | ----------------- | ------------------------------------------------ |
| Corinthians      | San Paolo      | San Paolo         | Vincitore della Coppa Libertadores 2012          |
| Palmeiras        | San Paolo      | San Paolo         | Vincitore della Coppa del Brasile 2012           |
| Fluminense       | Rio de Janeiro | Rio de Janeiro    | Vincitore del Campeonato Brasileiro Série A 2012 |
| Atlético Mineiro | Belo Horizonte | Minas Gerais      | 2° nel Campeonato Brasileiro Série A 2012        |
| Grêmio           | Porto Alegre   | Rio Grande do Sul | 3° nel Campeonato Brasileiro Série A 2012        |
| Vasco da Gama    | Rio de Janeiro | Rio de Janeiro    | 5° nel Campeonato Brasileiro Série A 2012        |

### Competizioni statali
Squadre ammesse per il miglior piazzamento nei campionati o nelle coppe statali:
| Stato               | Squadra (Città)                             | Motivo qualificazione                                   |
| ------------------- | ------------------------------------------- | ------------------------------------------------------- |
| Acre                | Rio Branco-AC (Rio Branco)                  | Vincitore del Campionato Acriano 2012                   |
| Acre                | Atlético Acreano (Rio Branco)               | 2° nel Campionato Acriano 2012                          |
| Alagoas             | CRB (Maceió)                                | Vincitore del Campionato Alagoano 2012                  |
| Alagoas             | ASA (Arapiraca)                             | 2° nel Campionato Alagoano 2012                         |
| Alagoas             | CSA (Maceió)                                | 3° nel Campionato Alagoano 2012                         |
| Amapá               | Oratório (Macapá)                           | Vincitore del Campionato Amapaense 2012                 |
| Amazonas            | Nacional-AM (Manaus)                        | Vincitore del Campionato Amazonense 2012                |
| Amazonas            | Fast Clube (Manaus)                         | 2° nel Campionato Amazonense 2012                       |
| Bahia               | Bahia (Salvador)                            | Vincitore del Campionato Baiano 2012                    |
| Bahia               | Vitória (Salvador)                          | 2° nel Campionato Baiano 2012                           |
| Bahia               | Vitória da Conquista (Vitória da Conquista) | vincitore della Copa Governador do Estado da Bahia 2012 |
| Ceará               | Ceará (Fortaleza)                           | Vincitore del Campionato Cearense 2012                  |
| Ceará               | Fortaleza (Fortaleza)                       | 2° nel Campionato Cearense 2012                         |
| Ceará               | Guarani de Juazeiro (Juazeiro do Norte)     | Vincitore della Copa Fares Lopes 2012                   |
| Distretto Federale  | Ceilândia (Ceilândia)                       | Vincitore del Campionato Brasiliense 2012               |
| Distretto Federale  | Luziânia (Luziânia)                         | 2° nel Campionato Brasiliense 2012                      |
| Distretto Federale  | Sobradinho (Sobradinho)                     | 3° nel Campionato Brasiliense 2012                      |
| Espírito Santo      | Aracruz (Aracruz)                           | Vincitore del Campionato Capixaba 2012                  |
| Espírito Santo      | Desportiva (Cariacica)                      | Vincitore della Copa Espírito Santo 2012                |
| Goiás               | Goiás (Goiânia)                             | Vincitore del Campionato Goiano 2012                    |
| Goiás               | Atl. Goianiense (Goiânia)                   | 2° nel Campionato Goiano 2012                           |
| Goiás               | CRAC (Catalão)                              | 3° nel Campionato Goiano 2012                           |
| Maranhão            | Sampaio Corrêa (São Luís)                   | Vincitore del Campionato Maranhense 2012                |
| Maranhão            | Maranhão (São Luís)                         | 2° nella Copa União 2012                                |
| Mato Grosso         | Luverdense (Lucas do Rio Verde)             | Vincitore del Campionato Matogrossense 2012             |
| Mato Grosso         | Mixto (Cuiabá)                              | Vincitore della Copa Governador de Mato Grosso 2012     |
| Mato Grosso do Sul  | Águia Negra (Rio Brilhante)                 | Vincitore del Campionato Sul-Matogrossense 2012         |
| Mato Grosso do Sul  | Naviraiense (Naviraí)                       | 2° nel Campionato Sul-Matogrossense 2012                |
| Minas Gerais        | América-MG (Belo Horizonte)                 | 2° nel Campionato Mineiro 2012                          |
| Minas Gerais        | Cruzeiro (Belo Horizonte)                   | 3° nel e 4° nel Campionato Mineiro 2012                 |
| Minas Gerais        | Tupi (Juiz de Fora)                         | 3° nel e 4° nel Campionato Mineiro 2012                 |
| Minas Gerais        | Boa Esporte (Varginha)                      | Vincitore della Taça Minas Gerais 2012                  |
| Pará                | Cametá (Cametá)                             | Vincitore del Campionato Paraense 2012                  |
| Pará                | Remo (Belém)                                | 2° nel Campionato Paraense 2012                         |
| Pará                | Águia de Marabá (Marabá)                    | 3° nel Campionato Paraense 2012                         |
| Paraíba             | Campinense (Campina Grande)                 | Vincitore del Campionato Paraibano 2012                 |
| Paraíba             | Sousa (Sousa)                               | 2° nel Campionato Paraibano 2012                        |
| Paraná              | Coritiba (Curitiba)                         | Vincitore del Campionato Paranaense 2012                |
| Paraná              | Athl. Paranaense (Curitiba)                 | 2° nel Campionato Paranaense 2012                       |
| Paraná              | Arapongas (Arapongas)                       | 3° nel Campionato Paranaense 2012                       |
| Paraná              | Cianorte (Cianorte)                         | 4° nel Campionato Paranaense 2012                       |
| Pernambuco          | Santa Cruz (Recife)                         | Vincitore del Campionato Pernambucano 2012              |
| Pernambuco          | Sport Recife (Recife)                       | 2° nel Campionato Pernambucano 2012                     |
| Pernambuco          | Salgueiro (Salgueiro)                       | 3° nel Campionato Pernambucano 2012                     |
| Piauí               | Parnahyba (Parnaíba)                        | Vincitore del Campionato Piauiense 2012                 |
| Piauí               | Flamengo-PI (Teresina)                      | Vincitore della Copa Piauí 2012                         |
| Rio de Janeiro      | Botafogo (Rio de Janeiro)                   | 2° nel Campionato Carioca 2012                          |
| Rio de Janeiro      | Flamengo (Rio de Janeiro)                   | 3° nel Campionato Carioca 2012                          |
| Rio de Janeiro      | Resende (Resende)                           | 5° nel Campionato Carioca 2012                          |
| Rio de Janeiro      | Volta Redonda (Volta Redonda)               | 6° nel Campionato Carioca 2012                          |
| Rio de Janeiro      | Bangu (Rio de Janeiro)                      | Vincitore della Copa Rio 2012                           |
| Rio Grande do Norte | América-RN (Natal)                          | Vincitore del Campionato Potiguar 2012                  |
| Rio Grande do Norte | ABC (Natal)                                 | 2° nel Campionato Potiguar 2012                         |
| Rio Grande do Norte | Santa Cruz-RN                               | Vincitore della Copa FNF 2013                           |
| Rio Grande do Sul   | Internacional (Porto Alegre)                | Vincitore del Campionato Gaúcho 2012                    |
| Rio Grande do Sul   | Caxias (Caxias do Sul)                      | 2° nel Campionato Gaúcho 2012                           |
| Rio Grande do Sul   | Veranópolis (Veranópolis)                   | 4° nel Campionato Gaúcho 2012                           |
| Rio Grande do Sul   | Brasil de Pelotas (Pelotas)                 | 2° nella Copa FGF 2012                                  |
| Rondônia            | Ji-Paraná (Ji-Paraná)                       | Vincitore del Campionato Rondoniense 2012               |
| Roraima             | São Raimundo-RR (Boa Vista)                 | Vincitore del Campionato Roraimense 2012                |
| San Paolo           | Santos (Santos)                             | Vincitore del Campionato Paulista 2012                  |
| San Paolo           | Guarani (Campinas)                          | 2° nel Campionato Paulista 2012                         |
| San Paolo           | Ponte Preta (Campinas)                      | 4° nel Campionato Paulista 2012                         |
| San Paolo           | São Bernardo (São Bernardo do Campo)        | Vincitore del Campionato Paulista Série A2 2012         |
| San Paolo           | Noroeste (Bauru)                            | Vincitore della Copa Paulista 2012                      |
| Santa Catarina      | Avaí (Florianópolis)                        | Vincitore del Campionato Catarinense 2012               |
| Santa Catarina      | Figueirense (Florianópolis)                 | 2° nel Campionato Catarinense 2012                      |
| Santa Catarina      | Joinville (Joinville)                       | Vincitore della Copa Santa Catarina 2012                |
| Sergipe             | Itabaiana (Itabaiana)                       | Vincitore del Campionato Sergipano 2012                 |
| Sergipe             | Confiança (Aracaju)                         | Vincitore della Copa Governo do Estado de Sergipe 2012  |
| Tocantins           | Gurupi (Gurupi)                             | Vincitore del Campionato Tocantinense 2012              |

1. 1 2  Al turno preliminare.
2. ↑  Inizialmente come seconda squadra della Paraíba era stato designato il CSP, vincitore della Copa Paraíba 2012. Il 4 aprile 2013 il Superior Tribunal de Justiça Desportiva (STJD) ha escluso la squadra di João Pessoa in favore del Sousa in quanto alla Copa Paraíba 2012 avevano preso parte solo 3 squadre (CSP, Botafogo-PB e Treze) invece delle 4 richieste come minimo dal regolamento della Coppa del Brasile affinché il torneo statale fosse valevole come qualificazione alla manifestazione.[5]

### Ranking
Squadre ammesse per il miglior piazzamento nel Ranking CBF 2013:
| Pos | Squadra        | Città              | Stato          |
| --- | -------------- | ------------------ | -------------- |
| 22  | Náutico        | Recife             | Pernambuco     |
| 23  | Portuguesa     | San Paolo          | San Paolo      |
| 27  | Paraná         | Curitiba           | Paraná         |
| 28  | Grêmio Barueri | Barueri            | San Paolo      |
| 33  | Criciúma       | Criciúma           | Santa Catarina |
| 34  | São Caetano    | São Caetano do Sul | San Paolo      |
| 35  | Betim          | Betim              | Minas Gerais   |
| 36  | Bragantino     | Bragança Paulista  | San Paolo      |
| 37  | Paysandu       | Belém              | Pará           |
| 38  | Santo André    | Santo André        | San Paolo      |

## Risultati

### Turno preliminare
Andata 27 febbraio 2013, ritorno 13 marzo 2013.
| Squadra 1        | Totale | Squadra 2  | Andata | Ritorno |
| ---------------- | ------ | ---------- | ------ | ------- |
| Atlético Acreano | 5-6    | Desportiva | 1-1    | 4-5     |

### Primo turno
Andata 3, 4, 10 e 11 aprile 2013, ritorno 10, 17, 18 e 25 aprile 2013.
| Squadra 1            | Totale      | Squadra 2        | Andata | Ritorno |
| -------------------- | ----------- | ---------------- | ------ | ------- |
| Remo                 | 0-4         | Flamengo         | 0-1    | 0-3     |
| Campinense           | 1-1 7-6 dcr | Sampaio Corrêa   | 0-1    | 1-0     |
| Ceilândia            | 3-4         | Ceará            | 0-0    | 3-4     |
| Santa Cruz-RN        | 1-2         | ASA              | 0-0    | 1-2     |
| Rio Branco-AC        | 0-2         | Internacional    | 0-2    | -       |
| Guarani de Juazeiro  | 1-4         | Santa Cruz       | 1-2    | 0-2     |
| Volta Redonda        | 2-4         | Avaí             | 1-0    | 1-4     |
| Gurupi               | 2-3         | América-MG       | 2-3    | 0-0     |
| Oratório             | 1-3         | Goiás            | 1-3    | -       |
| Veranópolis          | 1-2         | Santo André      | 1-0    | 0-2     |
| Vitória da Conquista | 0-3         | Sport Recife     | 0-1    | 0-2     |
| Parnahyba            | 1-3         | ABC              | 1-3    | -       |
| Mixto                | 3-6         | Vitória          | 2-1    | 1-5     |
| Salgueiro            | 4-2         | Boa Esporte      | 2-0    | 2-2     |
| São Bernardo         | 4-3         | Paraná           | 1-1    | 3-2     |
| Noroeste             | 0-3         | Criciúma         | 0-0    | 0-3     |
| Sousa                | 0-3         | Coritiba         | 0-3    | -       |
| Nacional-AM          | 4-1         | Águia de Marabá  | 2-0    | 2-1     |
| Itabaiana            | 0-3         | Ponte Preta      | 0-3    | -       |
| Águia Negra          | 0-2         | Bragantino       | 0-2    | -       |
| Sobradinho           | 0-2         | Botafogo         | 0-0    | 0-2     |
| Fast Clube           | 2-3         | CRB              | 1-1    | 1-2     |
| Desportiva           | 1-4         | Figueirense      | 1-4    | -       |
| Arapongas            | 1-1 3-1 dcr | São Caetano      | 1-0    | 0-1     |
| CSA                  | 0-3         | Cruzeiro         | 0-3    | -       |
| Resende              | 2-1         | Caxias           | 2-1    | 0-0     |
| Cametá               | 0-7         | Atl. Goianiense  | 0-7    | -       |
| Cianorte             | 5-1         | Grêmio Barueri   | 2-1    | 3-0     |
| Brasil de Pelotas    | 0-3         | Athl. Paranaense | 0-1    | 0-2     |
| Ji-Paraná            | 0-2         | América-RN       | 0-1    | 0-1     |
| Naviraiense          | gfc 1-1     | Portuguesa       | 0-0    | 1-1     |
| São Raimundo-RR      | 0-2         | Paysandu         | 0-2    | -       |
| Flamengo-PI          | 2-4         | Santos           | 2-2    | 0-2     |
| Aracruz              | 1-2         | Joinville        | 1-1    | 0-1     |
| CRAC                 | 4-2         | Náutico          | 3-1    | 1-1     |
| Bangu                | 1-3         | Betim            | 1-2    | 0-1     |
| Maranhão             | 0-2         | Bahia            | 0-2    | -       |
| Tupi                 | 1-3         | Luverdense       | 1-0    | 0-3     |
| Confiança            | 1-1 4-1 dcr | Guarani          | 1-0    | 0-1     |
| Luziânia             | 0-0 2-3 dcr | Fortaleza        | 0-0    | 0-0     |

### Secondo turno
Andata 1º, 2, 7, 8, 9 e 15 maggio 2013, ritorno 8, 15, 16, 22 e 23 maggio 2013.
| Squadra 1    | Totale      | Squadra 2        | Andata | Ritorno |
| ------------ | ----------- | ---------------- | ------ | ------- |
| Campinense   | 2-4         | Flamengo         | 1-2    | 1-2     |
| ASA          | 3-3 4-3 dcr | Ceará            | 3-0    | 0-3     |
| Santa Cruz   | 0-2         | Internacional    | 0-0    | 0-2     |
| América-MG   | 3-1         | Avaí             | 0-1    | 3-0     |
| Santo André  | 2-4         | Goiás            | 2-3    | 0-1     |
| ABC          | 5-2         | Sport Recife     | 2-0    | 3-2     |
| Salgueiro    | gfc 1-1     | Vitória          | 0-0    | 1-1     |
| São Bernardo | 2-4         | Criciúma         | 1-1    | 1-3     |
| Nacional-AM  | 4-2         | Coritiba         | 4-1    | 0-1     |
| Bragantino   | 1-3         | Ponte Preta      | 1-3    | -       |
| CRB          | 0-3         | Botafogo         | 0-0    | 0-3     |
| Arapongas    | 1-3         | Figueirense      | 0-0    | 1-3     |
| Resende      | 1-6         | Cruzeiro         | 1-2    | 0-4     |
| Cianorte     | 1-3         | Atl. Goianiense  | 1-3    | -       |
| América-RN   | 2-6         | Athl. Paranaense | 2-6    | -       |
| Naviraiense  | 2-1         | Paysandu         | 0-1    | 2-0     |
| Joinville    | 0-1         | Santos           | 0-1    | 0-0     |
| CRAC         | 4-2         | Betim            | 3-2    | 1-0     |
| Luverdense   | 2-1         | Bahia            | 2-0    | 0-1     |
| Confiança    | 1-5         | Fortaleza        | 1-1    | 0-4     |

1. ↑  Paysandu promosso al turno successivo a seguito della squalifica del Naviraiense da parte del Superior Tribunal de Justiça Desportiva (STJD)[20] per aver schierato due giocatori, Bahia e Paulo Sérgio, il cui contratto con la squadra di Naviraí era scaduto.[21]

### Terzo turno
Andata 2, 3, 9, 10 e 17 luglio 2013, ritorno 17, 18 e 24 luglio 2013. Il fattore campo è stato determinato tramite sorteggio il 27 maggio 2013.
| Squadra 1     | Totale      | Squadra 2        | Andata | Ritorno |
| ------------- | ----------- | ---------------- | ------ | ------- |
| ASA           | 1-4         | Flamengo         | 0-2    | 1-2     |
| Internacional | 4-2         | América-MG       | 3-1    | 1-1     |
| Goiás         | 4-1         | ABC              | 3-0    | 1-1     |
| Salgueiro     | gfc 1-1     | Criciúma         | 0-0    | 1-1     |
| Ponte Preta   | 0-2         | Nacional-AM      | 0-1    | 0-1     |
| Botafogo      | 1-1 5-4 dcr | Figueirense      | 1-0    | 0-1     |
| Cruzeiro      | 6-0         | Atl. Goianiense  | 5-0    | 1-0     |
| Paysandu      | 1-2         | Athl. Paranaense | 0-0    | 1-2     |
| Santos        | 3-1         | CRAC             | 1-1    | 2-0     |
| Fortaleza     | 1-2         | Luverdense       | 0-0    | 1-2     |

### Ottavi di finale
Gli accoppiamenti e il fattore campo sono stati determinati tramite sorteggio il 6 agosto 2013. Le squadre sono state divise in due urne: la prima con le 6 squadre che sono entrare nella competizione a partire dagli ottavi di finale più le due qualificate dal terzo turno con la miglior posizione nel Ranking CBF, la seconda con agli altri 8 club qualificati dopo il terzo turno. Ogni squadra della prima urna è stata abbinata a una della seconda.
Sono contrassegnate con un asterisco (*) le squadre che entrano nella competizione a partire dagli ottavi di finale.
| Urna 1 | Urna 2                                                                                           |
| --- | ------------------------------------------------------------------------------------------------ |
| - Atlético Mineiro* - Corinthians* - Flamengo - Fluminense* - Grêmio* - Internacional - Palmeiras* - Vasco da Gama* | - Athl. Paranaense - Botafogo - Cruzeiro - Goiás - Luverdense - Nacional-AM - Salgueiro - Santos |

Andata 20, 21 e 22 agosto 2013, ritorno 28 e 29 agosto 2013.
| Squadra 1     | Totale  | Squadra 2        | Andata | Ritorno |
| ------------- | ------- | ---------------- | ------ | ------- |
| Luverdense    | 1-2     | Corinthians      | 1-0    | 0-2     |
| Santos        | 1-2     | Grêmio           | 1-0    | 0-2     |
| Internacional | 5-2     | Salgueiro        | 3-0    | 2-2     |
| Palmeiras     | 1-3     | Athl. Paranaense | 1-0    | 0-3     |
| Fluminense    | 1-2     | Goiás            | 1-0    | 0-2     |
| Nacional-AM   | 1-4     | Vasco da Gama    | 0-2    | 1-2     |
| Botafogo      | 6-4     | Atlético Mineiro | 4-2    | 2-2     |
| Cruzeiro      | 2-2 gfc | Flamengo         | 2-1    | 0-1     |

### Quarti di finale
Andata 25 e 26 settembre 2013, ritorno 23 e 24 ottobre 2013. Il fattore campo è stato determinato tramite sorteggio il 3 settembre 2013.
| Squadra 1     | Totale      | Squadra 2        | Andata | Ritorno |
| ------------- | ----------- | ---------------- | ------ | ------- |
| Corinthians   | 0-0 2-3 dcr | Grêmio           | 0-0    | 0-0     |
| Internacional | 1-1 gfc     | Athl. Paranaense | 1-1    | 0-0     |
| Goiás         | gfc 4-4     | Vasco da Gama    | 2-1    | 2-3     |
| Botafogo      | 1-5         | Flamengo         | 1-1    | 0-4     |

### Semifinali
Andata 30 ottobre 2013, ritorno 6 novembre 2013. Il fattore campo è stato determinato tramite sorteggio il 15 ottobre 2013.
| Squadra 1        | Totale | Squadra 2 | Andata | Ritorno |
| ---------------- | ------ | --------- | ------ | ------- |
| Athl. Paranaense | 1-0    | Grêmio    | 1-0    | 0-0     |
| Goiás            | 2-4    | Flamengo  | 1-2    | 1-2     |

### Finale

#### Andata
| Arbitro: | Paulo César de Oliveira |

|             |           |            |
| Marcelo 18’ | Marcatori | 30’ Amaral |

| Atlético-PR | Flamengo |

| Athl. Paranaense (4-4-2) |    |                 |     |     |
|                          |    |                 |     |     |
| P                        | 12 | Weverton        |     |     |
| D                        | 28 | Juninho         |     |     |
| D                        | 3  | Manoel          |     |     |
| D                        | 35 | Luiz Alberto    |     |     |
| D                        | 6  | Pedro Botelho   | 23’ | 61’ |
| C                        | 5  | Deivid          |     |     |
| C                        | 31 | Zezinho         |     |     |
| C                        | 22 | Éverton         | 69’ |     |
| C                        | 30 | Paulo Baier (c) |     | 69’ |
| A                        | 7  | Marcelo         |     |     |
| A                        | 77 | Éderson         |     | 77’ |
| A disposizione:          |    |                 |     |     |
| P                        | 33 | Santos          |     |     |
| D                        | 2  | Jonas           |     |     |
| D                        | 44 | Renato Chaves   |     |     |
| D                        | 55 | Dráusio         |     |     |
| C                        | 11 | Felipe          |     |     |
| C                        | 14 | Marcelo Palau   |     |     |
| C                        | 18 | Maranhão        |     | 69’ |
| C                        | 21 | Fran Mérida     |     |     |
| A                        | 9  | Ciro            |     | 77’ |
| A                        | 49 | Dellatorre      |     | 61’ |
| Allenatore:              |    |                 |     |     |
| Vágner Mancini           |    |                 |     |     |

| Flamengo (4-4-2) |    |                |     |     |
|                  |    |                |     |     |
| P                | 1  | Felipe         |     |     |
| D                | 2  | Léo Moura (c)  | 16’ |     |
| D                | 3  | Chicão         |     | 41’ |
| D                | 14 | Wallace        |     |     |
| D                | 27 | André Santos   |     | 27’ |
| C                | 40 | Amaral         |     |     |
| C                | 15 | Luiz Antônio   |     |     |
| C                | 8  | Elias          | 79’ |     |
| C                | 20 | Carlos Eduardo |     | 84’ |
| A                | 26 | Paulinho       |     |     |
| A                | 9  | Hernane        |     |     |
| A disposizione:  |    |                |     |     |
| P                | 37 | César          |     |     |
| P                | 48 | Paulo Victor   |     |     |
| D                | 16 | João Paulo     |     | 27’ |
| D                | 33 | Samir          |     | 41’ |
| D                | 34 | Digão          |     |     |
| D                | 36 | Frauches       |     |     |
| C                | 10 | Gabriel        |     |     |
| C                | 17 | Adryan         |     |     |
| C                | 30 | Val            |     |     |
| C                | 35 | Diego Silva    |     | 84’ |
| A                | 19 | Marcelo Moreno |     |     |
| A                | 28 | Bruninho       |     |     |
| Allenatore:      |    |                |     |     |
| Jaime de Almeida |    |                |     |     |

#### Ritorno
| Arbitro: | Leandro Pedro Vuaden |

|                         |           |  |
| Elias 87’ Hernane 90+4’ | Marcatori |  |

| Flamengo | Atlético-PR |

| Flamengo (4-4-2) |    |                 |     |     |
|                  |    |                 |     |     |
| P                | 1  | Felipe          |     |     |
| D                | 2  | Léo Moura (c)   |     | 84’ |
| D                | 14 | Wallace         |     |     |
| D                | 33 | Samir           | 75’ |     |
| C                | 27 | André Santos    | 89’ |     |
| C                | 40 | Amaral          |     |     |
| C                | 15 | Luiz Antônio    |     |     |
| C                | 8  | Elias           |     | 89’ |
| C                | 20 | Carlos Eduardo  |     | 63’ |
| A                | 26 | Paulinho        |     |     |
| A                | 9  | Hernane         |     |     |
| A disposizione:  |    |                 |     |     |
| P                | 37 | César           |     |     |
| P                | 48 | Paulo Victor    |     |     |
| D                | 4  | Marcos González |     | 84’ |
| D                | 16 | João Paulo      |     | 89’ |
| D                | 34 | Digão           |     |     |
| D                | 36 | Frauches        |     |     |
| C                | 10 | Gabriel         |     |     |
| C                | 17 | Adryan          |     |     |
| C                | 30 | Val             |     |     |
| C                | 35 | Diego Silva     |     | 63’ |
| A                | 19 | Marcelo Moreno  |     |     |
| A                | 28 | Bruninho        |     |     |
| Allenatore:      |    |                 |     |     |
| Jaime de Almeida |    |                 |     |     |

| Athl. Paranaense (4-4-2) |    |                 |     |     |
|                          |    |                 |     |     |
| P                        | 12 | Weverton        |     |     |
| D                        | 28 | Juninho         |     | 77’ |
| D                        | 3  | Manoel          |     |     |
| D                        | 35 | Luiz Alberto    |     |     |
| D                        | 6  | Pedro Botelho   |     |     |
| C                        | 5  | Deivid          |     |     |
| C                        | 31 | Zezinho         |     |     |
| C                        | 11 | Felipe          |     | 56’ |
| C                        | 30 | Paulo Baier (c) |     |     |
| A                        | 7  | Marcelo         |     |     |
| A                        | 77 | Éderson         |     | 72’ |
| A disposizione:          |    |                 |     |     |
| P                        | 33 | Santos          |     |     |
| D                        | 2  | Jonas           |     |     |
| D                        | 4  | Cléberson       |     | 77’ |
| D                        | 44 | Renato Chaves   |     |     |
| D                        | 55 | Dráusio         |     |     |
| C                        | 8  | João Paulo      |     |     |
| C                        | 14 | Marcelo Palau   |     |     |
| C                        | 18 | Maranhão        |     |     |
| C                        | 21 | Fran Mérida     |     |     |
| A                        | 9  | Ciro            | 89’ | 72’ |
| A                        | 49 | Dellatorre      | 75’ | 56’ |
| Allenatore:              |    |                 |     |     |
| Vágner Mancini           |    |                 |     |     |

## Verdetti

### Qualificazione per la Coppa Sudamericana
Le otto squadre eliminate prima degli ottavi di finale con il miglior piazzamento nella Série A 2012 o nella Série B 2012 si qualificano per la Coppa Sudamericana 2013.
| Squadra          | Posizione 2012 | Turno raggiunto in coppa |
| ---------------- | -------------- | ------------------------ |
| Botafogo         | 7° in Série A  | Ottavi di finale         |
| Santos           | 8° in Série A  | Ottavi di finale         |
| Cruzeiro         | 9° in Série A  | Ottavi di finale         |
| Internacional    | 10° in Série A | Ottavi di finale         |
| Flamengo         | 11° in Série A | Ottavi di finale         |
| Náutico          | 12° in Série A | Primo turno              |
| Coritiba         | 13° in Série A | Secondo turno            |
| Ponte Preta      | 14° in Série A | Terzo turno              |
| Bahia            | 15° in Série A | Secondo turno            |
| Portuguesa       | 16° in Série A | Primo turno              |
| Goiás            | 1° in Série B  | Ottavi di finale         |
| Criciúma         | 2° in Série B  | Terzo turno              |
| Athl. Paranaense | 3° in Série B  | Ottavi di finale         |
| Vitória          | 4° in Série B  | Secondo turno            |
| Sport Recife     | 17° in Série A | Secondo turno            |
| Atl. Goianiense  | 19° in Série A | Terzo turno              |
| Figueirense      | 20° in Série A | Terzo turno              |

| Legenda | Legenda |
| ------- | --- |
|         | Squadre qualificate |
|         | Squadre qualificate agli ottavi di finale della competizione, non eleggibili per la qualificazione alla Coppa Sudamericana 2013 |

## Classifica marcatori
Dati aggiornati al 27 novembre 2013.
| Gol |  |  | Giocatore           | Squadra          |
| --- |  |  | ------------------- | ---------------- |
| 8   |  |  | Hernane             | Flamengo         |
| 5   |  |  | Elias               | Flamengo         |
| 5   |  |  | Rafael Marques      | Botafogo         |
| 5   |  |  | Rodrigo Silva       | ABC              |
| 5   |  |  | Walter              | Goiás            |
| 4   |  |  | Andrés D'Alessandro | Internacional    |
| 4   |  |  | Danilo Rios         | Nacional-AM      |
| 4   |  |  | Éderson             | Athl. Paranaense |
| 4   |  |  | Fábio Júnior        | América-MG       |
| 4   |  |  | Paulo Baier         | Athl. Paranaense |
| 3   |  |  | Éverton Ribeiro     | Cruzeiro         |
| 3   |  |  | Diego Forlán        | Internacional    |
| 3   |  |  | Eduardo Sasha       | Goiás            |
| 3   |  |  | Hugo                | Goiás            |
| 3   |  |  | Jonatan             | CRAC             |
| 3   |  |  | Lins                | Criciúma         |
| 3   |  |  | Pantico             | CRAC             |
| 3   |  |  | Tozin               | Luverdense       |